# Valutazione ambientale strategica
La valutazione ambientale strategica (VAS) è un processo finalizzato ad integrare considerazioni di natura ambientale nei piani e nei programmi di sviluppo, per migliorare la qualità decisionale complessiva. In particolare l'obiettivo principale della VAS è valutare gli effetti ambientali dei piani o dei programmi, prima della loro approvazione (ex ante), durante ed al termine del loro periodo di validità (in-itinere, ex post). Ciò serve soprattutto a sopperire alle mancanze di altre procedure parziali di valutazione ambientale, introducendo l'esame degli aspetti ambientali già nella fase strategica che precede la progettazione e la realizzazione delle opere. Altri obiettivi della VAS riguardano sia il miglioramento delle informazioni fornite alle persone sia la promozione della partecipazione pubblica nei processi di pianificazione-programmazione.

## Storia
Le procedure di VAS sono un'evoluzione di quelle relative alla valutazione di impatto ambientale (VIA). La direttiva europea 85/337/CEE (conosciuta come la direttiva VIA) si rivolge solo a determinate categorie di progetti. Questo approccio per progetti ha dei limiti perché interviene solo quando decisioni potenzialmente dannose per l'ambiente rischiano di essere già state prese a livello strategico, di piano o di programma. Il concetto di valutazione strategica è nato nell'ambito della pianificazione e degli studi regionali per cercare di risolvere i limiti dell'approccio per progetti. Nel 1981 l'Housing and Urban Development Department degli USA ha pubblicato il Manuale per la valutazione d'impatto di area vasta, che può considerarsi il progenitore della metodologia di valutazione strategica.

## Quadro normativo di riferimento europeo ed italiano
La direttiva europea sulla VAS (2001/42/CE) ha imposto a tutti gli stati membri dell'Unione europea la ratifica della direttiva nelle normative nazionali entro il 21 luglio 2004. Molti degli Stati membri hanno iniziato a implementare la direttiva a partire dai temi più strettamente connessi alla pianificazione territoriale, per poi estendere l'approccio a tutte le politiche con effetti rilevanti per l'ambiente. La direttiva VAS è collegata direttamente alle direttive VIA e Habitat, oltre a diverse altre direttive (acque, nitrati, rifiuti, rumore, qualità dell'aria) che fissano requisiti per l'istituzione e la valutazione di piani/programmi. Il processo di ratifica della direttiva VAS è avvenuto con tempi differenti: molte nazioni che hanno una tradizione consolidata nell'ambito delle procedure di approvazione ambientale, come la Danimarca, i Paesi Bassi, la Finlandia e la Svezia, hanno ratificato la direttiva VAS in tempi assai brevi; tutti gli Stati membri hanno recepito la direttiva entro il 2009.
In Italia la direttiva VAS è stata recepita con il D.Lgs del 3 aprile 2006, n. 152 (Testo unico in materia ambientale), ed è entrata in vigore solo il 31 luglio 2007. Come spesso succede nel sistema legislativo italiano, anche la normativa sulla VAS è stata ripetutamente revisionata ed aggiustata, con numerosi altri decreti nazionali o con leggi regionali. Tutte queste variazioni normative, che certamente continueranno a susseguirsi anche nel prossimo futuro, rendono complesso il corretto recepimento della Direttiva VAS con modalità omogenee tra le varie Regioni italiane. Attualmente la VAS si applica in Italia a molti tipi di piani-programmi; viene effettuata una VAS per tutti i piani e i programmi dei seguenti settori (ex. artt. 6 e 7 del D.lgs n. 152/2006): agricolo, forestale, della pesca, energetico, industriale, dei trasporti, della gestione dei rifiuti e delle acque, delle telecomunicazioni, turistico, della pianificazione territoriale o della destinazione dei suoli. Viene effettuata una VAS anche per tutti i piani che definiscono il quadro di riferimento per l'approvazione, l'autorizzazione, l'area di localizzazione o comunque la realizzazione dei progetti sottoposti a VIA. Viene effettuata una VAS anche per i piani o programmi concernenti i siti designati come zone di protezione speciale (ZPS) per la conservazione degli uccelli selvatici e quelli classificati come siti di importanza comunitaria (SIC) per la protezione degli habitat naturali e della flora e della fauna selvatica. In quest'ultimo caso è necessaria anche una valutazione d'incidenza, ai sensi dell'articolo 5 del decreto del presidente della Repubblica 8 settembre 1997, n. 357, e successive modificazioni. Per i piani-programmi che determinano l'uso di piccole aree a livello locale e per le loro modifiche minori, la valutazione ambientale è necessaria qualora l'autorità competente valuti che possano avere impatti significativi sull'ambiente, secondo le disposizioni della verifica di assoggettabilità (screening) ed i criteri riportati nella normativa. L'autorità competente valuta nella procedura di screening, se i piani e i programmi, diversi da quelli precedenti, che definiscono il quadro di riferimento per l'autorizzazione dei progetti, possono avere effetti significativi sull'ambiente. Sono comunque esclusi dal campo di applicazione della VAS:
a) i piani e i programmi destinati esclusivamente a scopi di difesa nazionale caratterizzati da somma urgenza o coperti dal segreto di Stato,
b) i piani e i programmi finanziari o di bilancio,
c) i piani di protezione civile in caso di pericolo per l'incolumità pubblica,
d) i piani di gestione forestale o strumenti equivalenti, riferiti ad un ambito aziendale o sovraziendale di livello locale, redatti secondo i criteri della gestione forestale sostenibile e approvati dalle regioni o dagli organismi dalle stesse individuati.
Sono sottoposti a VAS in sede statale i piani e programmi la cui approvazione compete ad organi dello Stato. Sono sottoposti a VAS secondo le disposizioni delle leggi regionali, i piani e programmi la cui approvazione compete alle regioni e province autonome o agli enti locali.
La Commissione europea prevede di verificare periodicamente lo stato di ratifica e l'efficacia della Direttiva VAS. Il primo rapporto di verifica indica che la Commissione ha avviato studi per verificare la conformità del recepimento ed ha condotto diversi procedimenti d'infrazione per recepimento non corretto. La maggior parte degli Stati membri ha indicato che la VAS ha contribuito a migliorare l'organizzazione delle procedure di pianificazione. Alcuni Stati membri hanno evidenziato la necessità di ulteriori orientamenti, in particolare in merito al legame tra VAS e VIA. In futuro la Commissione potrebbe considerare alcune modifiche per ampliare l'ambito di applicazione della direttiva (es. su cambiamenti climatici, biodiversità, rischi) e per rafforzare le sinergie con altri atti della normativa ambientale.
La convenzione sulla valutazione dell'impatto ambientale in un contesto transfrontaliero (convenzione ESPOO), ha creato altri presupposti per la diffusione della VAS; questa convenzione, adottata nel 1991 nell'ambito della Commissione economica delle Nazioni Unite per l'Europa, è stata integrata nel 2003 da un protocollo VAS che, oltre ai piani ed ai programmi, si applica a vari strumenti politici e della legislazione attualmente non compresi nella procedura di VAS.

## Relazioni con la valutazione di impatto ambientale
In linea generale il processo di VAS precede, ma non necessariamente determina, una procedura di VIA. Le due tipologie di valutazione agiscono in due fasi diverse su due oggetti diversi, con finalità diverse, ma complementari; mentre la VAS è una procedura che agisce per valutare gli effetti ambientali (i determinanti, le pressioni e le risposte ambientali soprattutto) prodotti da piani o programmi, la VIA è una procedura che agisce per valutare gli impatti ambientali (cioè le variazioni di stato delle componenti ambientali) causati da progetti o opere. Ciò significa che la valutazione degli effetti ambientali dovrebbe fluire per approssimazioni successive in tutti i passaggi della pianificazione-progettazione. Sotto un profilo giuridico il principio guida della VAS è quello di precauzione, che consiste nell'integrazione dell'interesse ambientale rispetto agli altri interessi (tipicamente socio-economici) che determinano piani e politiche, anche in assenza di certezza scientifica del verificarsi delle conseguenze ambientali dannose che, nella fase di piano-programma, sono più difficilmente dimostrabili. Il principio guida della VIA è invece quello, più immediatamente funzionale, della prevenzione dei danni ambientali che, nella fase di progetto, sono scientificamente prevedibili e più certi rispetto alla VAS. Sulla base di questa distinzione di principi la VAS è talvolta definita come "processo", mentre la VIA è definita come "procedura", con soggetti, fasi e casistiche di esiti definibili molto più rigidamente.
Le procedure di VIA in Italia sono a tutti gli effetti strumenti di tipo comando-controllo (cioè basati sull'imposizione di limitazioni, di normative, di autorizzazioni prescrittive e sul loro controllo anche attraverso attività ispettive o sanzioni); con approccio analogo in Italia si sono istituite anche le procedure di autorizzazione integrata ambientale e di Valutazione di incidenza ambientale. Le procedure basate sull'approccio del comando-controllo sono fondamentali ed insostituibili, ma nei casi decisionali più complessi hanno molte limitazioni. È impossibile governare la complessità ambientale solo con approcci comando-controllo, soprattutto perché al crescere del numero e della complessità degli interventi e delle richieste di sviluppo aumentano a dismisura sia i carichi di lavoro degli enti pubblici sia la discrezionalità decisionale sia i rischi di errori gravi nella valutazione. I progetti sottoposti a VIA singolarmente presi di solito sono ambientalmente compatibili, ma quando si sommano molti progetti ed istanze sullo stesso territorio allora si possono creare squilibri molto significativi. In pratica le procedure comando-controllo come la VIA da sole non bastano, non colgono la complessità territoriale, non riescono ad essere abbastanza efficienti ed efficaci. I problemi delle procedure comando-controllo in Italia sono aggravati dalla complessità del quadro legislativo ambientale, spesso difficile da applicare.
Per superare queste difficoltà servono strumenti strategici di supporto decisionale, come le VAS. Il processo di VAS in Italia, a differenza di altri Stati europei, è spesso interpretato come fosse una procedura comando-controllo e non tanto come uno strumento di supporto decisionale strategico: in pratica la VAS è spesso erroneamente considerata come fosse una “grande VIA”. Questa interpretazione, causata anche dalla confusione delle norme italiane, non coglie le differenti possibilità offerte della Direttiva europea sulla VAS, complica le burocrazie e rischia d'inficiare le finalità di supporto decisionale proprie della procedura. Una sentenza del Consiglio di Stato italiano, intervenendo sulla VAS di un piano urbanistico, ha di fatto rigettato il carattere comando-controllo delle procedure di VAS italiane, stabilendo che esse non devono costituire momento di controllo sull'attività di pianificazione e che le autorità procedente e competente devono collaborare tra loro per formulare piani o programmi attenti ai valori della sostenibilità e della compatibilità ambientale. Con questa interpretazione in una corretta procedura di VAS l'autorità competente in materia ambientale dovrebbe essere vicina (o addirittura all'interno) all'ente che procede alla formazione/approvazione del piano/programma; in questo modo le due autorità possono collaborare meglio tra loro, fin dalle fasi iniziali di formazione dello strumento in valutazione. In questo caso ideale è molto rilevante il ruolo del monitoraggio degli effetti ambientali operato da un ente terzo (es. un'agenzia ambientale) rispetto alle autorità competente/procedente: il monitoraggio ambientale di un ente terzo è garanzia di veridicità degli effetti ambientali del piano/programma, periodicamente misurati nella loro realtà e rendicontati alla popolazione.
Le procedure comando-controllo come la VIA possono essere strumentalmente molto utili a valle della VAS: un'opera rilevante prevista da un piano, prima di essere autorizzata definitivamente, può richiedere approfondimenti di valutazione. In questo caso la valutazione di compatibilità ambientale del progetto dev'essere svolta da un'amministrazione pubblica, indipendente rispetto al proponente, e deve produrre una decisione d'autorizzazione, un "comando" appunto, eventualmente comprensivo di prescrizioni, che poi dev'essere rispettato dal proponente e "controllato" dall'amministrazione pubblica.

## Contenuti della VAS

### Scopo della procedura
La Direttiva sulla VAS si applica alla valutazione degli effetti ambientali di piani e programmi, non delle politiche o delle leggi (benché alcune delle politiche espresse nei piani vengano valutate e la procedura di VAS possa essere volontariamente applicata anche ad altri strumenti di governo territoriale contenenti politiche, come le "linee guida"). Un altro scopo fondamentale della VAS è promuovere la partecipazione sociale in materia di ambiente durante i processi di piano/programma, così da migliorare la qualità decisionale complessiva.

### Fasi della procedura
Il processo di VAS previsto nella normativa si basa sulle seguenti fasi:
- Screening, verifica del fatto che un piano o programma ricada nell'ambito giuridico per il quale è prevista la VAS,
- Scoping, definizione dell'ambito delle indagini necessarie per la valutazione,
- Valutazione dei probabili effetti ambientali significativi, espressi anche attraverso la produzione di rapporti ambientali e l'uso di indicatori ambientali,
- Monitoraggio degli effetti ambientali del piano o del programma,
- Informazione e consultazione del pubblico e dei vari attori del processo decisionale, anche sulla base di tutte le valutazioni ambientali effettuate; questa fase è trasversale alle altre descritte sopra.

### Struttura dei rapporti ambientali di VAS
Strumenti fondamentali delle VAS sono i rapporti ambientali (preliminari all'approvazione degli strumenti di piano-programma, di monitoraggio in-itinere e di verifica ex post). I contenuti fondamentali dei rapporti ambientali elencati dalla normativa italiana sono generici. Per rendere più sistematica la redazione di un rapporto ambientale i contenuti possono essere strutturati e raggruppati nelle parti seguenti.
- Valutazione degli ambiti di riferimento. Questa prima parte del rapporto valuta le condizioni ambientali di riferimento per il piano-programma e, per il suo carattere di riferimento preliminare, dovrebbe essere scritto per primo. È addirittura possibile, anzi è auspicabile, redigere questa parte prima dell'elaborazione del piano-programma in valutazione, per migliorare il supporto conoscitivo ai pianificatori. Una domanda fondamentale a cui dare risposta è: "Quali sono le questioni ambientali rilevanti, i fattori di forza, di debolezza, le opportunità, i rischi presenti nel territorio in valutazione?". Esempi di attività da effettuare per redigere questa parte potrebbero essere la revisione della documentazione rilevante esistente (piani precedenti o valutazioni ex ante già effettuate, studi specifici sullo stato dell'ambiente, relazioni sull'ambientale, ecc.). Sono utili anche le interviste sulle condizioni ambientali con le autorità di gestione, i responsabili di progetti, le autorità ambientali, le Agenzie ambientali, gli esperti, gli esponenti di enti locali, ecc. (da definire in modo selettivo in modo da individuare gli attori significativi da intervistare in ogni contesto).
- Valutazione di coerenza ambientale degli obiettivi di sviluppo. Questa parte mira a definire la coerenza tra gli obiettivi del piano-programma in valutazione e quelli definiti dalle politiche ambientali predefinite. I valutatori possono scrivere questo capitolo per secondo e possono affrontarlo anche se dispongono solo di elaborati di pianificazione-programmazione preliminari. Questa analisi serve soprattutto per affrontare preventivamente, e per gestire, eventuali contrasti tra gli attori interessati dal piano, prima che i problemi sfocino in conflitti sociali in materia d'ambiente. Domande fondamentali a cui dare risposta sono: "Gli obiettivi del piano-programma in valutazione prendono in considerazione le questioni ambientali rilevanti? La strategia di sviluppo prevede obiettivi con situazioni reciproche di antagonismo o di sinergia? Gli obiettivi di sviluppo in valutazione in che misura sono coerenti con gli obiettivi ambientali prestabiliti? Quali sono i soggetti consultati nella procedura di VAS e in che modo si è tenuto conto nel piano dei risultati delle consultazioni?". Esempi di attività da effettuare nella redazione di questo capitolo sono: l'acquisizione di informazioni sui contenuti di piano, fin dalle fasi iniziali della sua formazione; l'interlocuzione per contribuire ad ottimizzare gli obiettivi di piano; l'individuazione di sottogruppi di attori da coinvolgere in virtù delle loro implicazioni ambientali significative; l'effettuazione di interviste con le autorità ed i soggetti interessati al piano, in grado di offrire prospettive aggiuntive o complementari.
- Valutazione degli effetti ambientali indotti dal piano-programma. Questa parte della valutazione è la più complessa; perciò va completata dopo le altre, quando sono state bene analizzate le azioni di piano, con le eventuali alternative. In sostanza si tratta di stimare gli effetti ambientali causati dalle alternative di piano, facendo ricorso ad analisi di scenario, a modelli e ad indicatori ambientali. La Direttiva Europea parla di effetti ambientali in riferimento ad aspetti quali la biodiversità, la popolazione, la salute umana, la flora e la fauna, il suolo, l'acqua, l'aria, i fattori climatici, i beni materiali, il patrimonio culturale, anche architettonico ed archeologico, il paesaggio. In molti Paesi europei l'ambito di attenzione è stato ulteriormente esteso includendo i fattori economico-sociali della sostenibilità. La Direttiva Europea sulla VAS comunque non parla mai esplicitamente di "impatti" ambientali (intesi secondo lo schema DPSIR), come avviene invece nella Direttiva sulla VIA, ma solo di "effetti" ambientali[17]. Tali effetti ambientali possono essere di vario tipo: i determinanti (drivers) ambientali, cioè le attività socio-economiche previste e significative per l'ambiente (come ad esempio il numero di abitanti presenti in un bacino, oppure l'estensione fisica di un insediamento); le pressioni ambientali, cioè le azioni previste in grado di causare modifiche di stato delle componenti ambientali (come i prelievi di risorse naturali, di acqua o di ghiaia, le emissioni di inquinanti o i reflui scaricati in un fiume); gli impatti ambientali, cioè le modifiche di stato di qualità delle componenti ambientali, causate dalle pressioni (come ad esempio la riduzione di portata di un fiume o l'aumento delle sostanze inquinanti presenti nelle sue acque); le risposte ambientali, cioè le azioni intraprese per risolvere un problema ambientale (come ad esempio la depurazione degli inquinanti o la riduzione dei consumi di risorse naturali). In una VAS, considerato il livello generale delle scelte da valutare, difficilmente è possibile stimare gli impatti, le variazioni dello stato di qualità ambientale; cioè nella VAS spesso non è possibile prevedere gli "impatti" ambientali indotti, che invece sono l'obiettivo conoscitivo precipuo e fondamentale nelle procedure di VIA (ciononostante la normativa italiana in materia di VAS parla spesso di "impatti", invece che di "effetti" ambientali[18], travisando quindi l'originaria impostazione della Direttiva Europea ed ingenerando confusione tra gli operatori del settore[19]). Per valutare gli effetti ambientali è necessario studiare la dinamica degli indicatori ambientali, selezionare gli interventi più rilevanti dal punto di vista ambientale, interagire con vari esperti e parti sociali per confrontare ipotesi alternative, applicare modelli per prevedere gli effetti ambientali indotti dalle scelte di piano o di programma.
- Monitoraggio e controllo degli effetti ambientali indotti dal piano-programma. Questa parte è molto importante, ma nella pratica è spesso trascurata[20]. Domande fondamentali a cui dare risposta sono: "Come rilevare gli effetti ambientali effettivi causati dal piano/programma? Qual è il programma di monitoraggio degli effetti ambientali indotti?" È meglio parlare di "programma" (e non di "piano") di monitoraggio, essendo necessario definire un tipico elaborato programmatico, che appunto elenca "cosa" monitorare, "quando", da parte di "chi", con "quali" risorse; purtroppo la normativa italiana in materia di VAS genera una certa confusione terminologica ed applicativa usando il termine "piano" di monitoraggio. Esempi d'attività da effettuare per la redazione di questo capitolo sono: definizione e revisione, nell'ambito del sistema complessivo di monitoraggio, degli indicatori d'interesse per il piano-programma in valutazione; consultazioni con tecnici, amministrazioni, esponenti di associazioni, soggetti preposti alla gestione del sistema di monitoraggio ambientale per verificare la qualità degli indicatori; analisi del ciclo d'attuazione degli interventi per verificare il ruolo giocato dai vari soggetti.
- Sintesi del rapporto ambientale scritta in linguaggio non tecnico. Questa parte del rapporto è richiesta espressamente dalla normativa e va sempre redatta; essa è essenziale per favorire la partecipazione di tutti, anche della gente comune, nel processo decisionale. Essendo una sintesi dei capitoli precedenti questa parte dev'essere scritta per ultima, ma può essere conveniente premetterla agli altri capitoli del rapporto. In pratica nella sintesi non tecnica sono riportate le risposte alle domande più importanti circa gli effetti ambientali del piano-programma in valutazione. È utile inserire elementi infografici di semplice interpretazione e verificare la facilità di trasmissione di questa parte; perciò il file relativo alla sintesi non tecnica non dovrebbe essere troppo pesante.

### Testi
- Paolo Cagnoli, VAS - Valutazione Ambientale Strategica. Fondamenti teorici e tecniche operative, Palermo, Dario Flaccovio Editore, 2010. URL consultato il 31 luglio 2015 (archiviato dall'url originale il 26 novembre 2011).
- Fabio Doro, VAS - la valutazione ambientale strategica degli strumenti di pianificazione e di programmazione, Padova, Exeo Edizioni, 2013.
- Antonino Cimellaro, Alfredo Scialò, Valutazione Ambientale Strategica, Roma, D.E.I.-Tipografia del genio civile, 2011.
- Sergio Malcevschi, Maria Belvisi; Olga Chitotti; Piero Garbelli, Impatto ambientale e valutazione strategica. VAS e VIA per il governo del territorio e dell'ambiente, Milano, Il Sole 24ore, 2008.
- Antonio Sardone, Valutazione di Impatto Ambientale in U.S.A.- Regulations N.E.P.A.- I due testi principali della Normativa, Milano, CLUP, 1988.

### Quadro normativo
- UNECE, Convenzione Espoo (in inglese), su unece.org, 2001. URL consultato il 5 settembre 2013.
- Unione europea, Direttiva 2001/42/CE del Parlamento europeo e del Consiglio, del 27 giugno 2001, concernente la valutazione degli effetti di determinati piani e programmi sull'ambiente, su eur-lex.europa.eu, 21 luglio 2001. URL consultato il 5 settembre 2013.
- Unione europea, COM/2009/469. Relazione della commissione al Consiglio, al Parlamento Europeo, al Comitato Economico e Sociale europeo e al Comitato delle Regioni sull'applicazione e l'efficacia della direttiva sulla valutazione ambientale strategica (direttiva 2001/42/CE), su eur-lex.europa.eu, 14 settembre 2009. URL consultato il 5 settembre 2013.
- Decreto legislativo 3 aprile 2006, n. 152
- Unione europea, Direttiva sulla Valutazione di impatto ambientale (file pdf), su eur-lex.europa.eu, 2011. URL consultato il 5 settembre 2013.
- Unione europea, Direttiva Habitat sulla conservazione degli habitat naturali e seminaturali e della flora e della fauna selvatiche (file pdf), su eur-lex.europa.eu, 1994. URL consultato il 5 settembre 2013.
- Department of Housing and Urban Development (USA), Public Law 97-101 dec-23-1981, su en.wikisource.org, 1981. URL consultato il 6 settembre 2013.